# Concilio de Roma (1076)
El año 1076 se celebró en Roma un concilio en la primera semana de Cuaresma. El Papa Gregorio VII excomulgó en él a Enrique, Rey de Alemania. 
Este Príncipe fue anatematizado, privado de su reino y sus vasallos, absueltos del juramento de fidelidad. Esta es la primera vez que se pronunció semejante sentencia contra su soberano. Otón, Obispo de Frisinga, historiador muy católico y muy afecto a los Papas que escribía en el siglo siguiente, dice que el Imperio se indignó tanto más con esta novedad cuanto que nunca se había visto antes semejante sentencia pronunciada contra otro Emperador Romano. Además de esto dice: 
No encuentro en ninguna parte que alguno de ellos haya sido excomulgado por un Papa o privado de su Reino.
Muchos Obispos tramontanos fueron también o suspendidos de sus funciones o excomulgados por Gregorio VII en este Concilio.